# Tramway de Stary Oskol
 (décembre 2023).
Si vous disposez d'ouvrages ou d'articles de référence ou si vous connaissez des sites web de qualité traitant du thème abordé ici, merci de compléter l'article en donnant les références utiles à sa vérifiabilité et en les liant à la section « Notes et références ».
Le tramway de Stary Oskol est le réseau de tramways de la ville de Stary Oskol, en Russie. Le réseau est composé d'une unique ligne. Il a été officiellement mis en service le 5 janvier 1981.

## À sourcer
1. ↑  (en) « UrbanRail.Net > Europe > Russia > Staryi Oskol Tram », sur urbanrail.net (consulté le 20 août 2025)